# Mas del Negrillo
El Mas del Negrillo és una masia de Reus (Baix Camp) situada a la partida del Burgar, al nord de la carretera de Sant Ramon, sota el Mas de l'Oliva i vora el camí dels Pobres. Aquest "Negrillo" diuen que procedia del Maset del Negrillo, a la Grassa. Aquell maset, construït el primer terç del segle xix, era espitllerat, arran de les guerres carlines.

## Descripció
El mas és un conjunt de construccions adossades, que creixen linealment. El mas principal, és la suma de dues construccions de tipologia semblant. La més propera a la bassa circular, segurament la menys antiga, té dues plantes, acabades amb coberta de teulada a dues aigües, i sembla més aviat un magatzem de diferents usos. La següent, és de planta rectangular, amb una fondària que iguala a la primera, i també, amb dues plantes d'alçada, acabades amb coberta de teula. La façana d'aquesta construcció és de composició tipològica, amb un eix central que passa per la porta d'accés i la finestra superior, deixant una finestra en planta baixa a cada costat de la porta i dos balcons de barana al primer pis.